# Kōauau

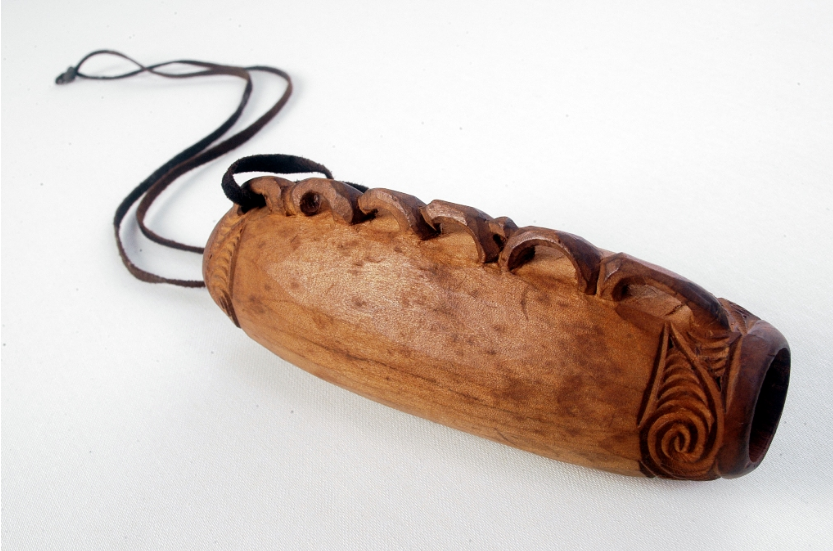
Kōauau du musée Azzarini.

La kōauau est une flûte maorie, longue de 10 à 20 centimètres et possédant de trois à six trous pour les doigts.  Elle se rapproche de la vivo.
Les joueurs maori de kōauau étaient supposément renommés pour le pouvoir que leur instrument leur donnait pour obtenir l'affection des femmes (pouvoir illustré notablement par l'histoire de Tūtānekai, qui, en jouant de son kōauau, convaincu Hinemoa de traverser le lac Rotorua à la nage pour le rejoindre). 

## Facture
La flûte kōauau est fait de bois ou d'os. Anciennement, des os d'oiseaux étaient utilisés, comme des os d'albatros ou de moa.  Certains instruments furent aussi fabriqués à partir d'os humains et étaient associés à un statut de chef et à la pratique précoloniale du utu.